# Osluševci
Osluševci so naselje v Občini Ormož.